# Throw The Warped Wheel Out
Throw The Warped Wheel Out - debiutancki album szkockiego zespołu nowofalowego Fiction Factory. Płytę promowały single: (Feels Like) Heaven, Ghost Of Love i All Or Nothing.

## Lista utworów
1. "(Feels Like) Heaven" (Jordan, Patterson)
2. "Heart And Mind" (Jordan, Patterson)
3. "Panic" (Medley)
4. "The Hanging Gardens" (Jordan, Medley)
5. "All Or Nothing" (Jordan, Medley, Patterson)
6. "Hit The Mark" (Patterson)
7. "Ghost Of Love" (Patterson)
8. "Tales Of Tears" (Patterson)
9. "The First Step" (Medley, Patterson)
10. "The Warped Wheel" (Jordan, Patterson)

## Twórcy
- Kevin Patterson - wokal
- Chic Medley - gitara
- Mike Ogletree - perkusja
- Graham McGregor - gitara basowa
- Eddie Jordan - instrumenty klawiszowe